# Mont Chuae
Le mont Chuae (en coréen : 추애산, Chuaesan) est une montagne de la chaîne du Masik culminant à 1 528 mètres d'altitude dans la province du Kangwon en Corée du Nord. Il se situe entre la commune de Sindong de l'arrondissement de Sepho et celle de Sanyang dans l'arrondissement de Kosan dont c'est le point culminant. Il est au cœur d'une réserve naturelle de 687 hectares créée en avril 2003 pour la préservation de sa flore.
À  basse altitude, la forêt est essentiellement composée de pin mais aussi de chêne de mongolie, de frêne, de tilleul, de phellodendron amurense (une des cinquante plantes fondamentales de la médecine chinoise), de mélilot, de spirée à feuilles pruineuses, de roseau pourpre (Miscanthus purpurascens), de spodiopogon de Sibérie et de laîche (Carex lanceolata).
À partir de 800 mètres d'altitude apparaissent les hanabusayas puis vers le sommet Eurya japonica, des bouleaux de Dahurie (réputés pour la beauté de leur écorce), des épicéas, des sapins, Codonopsis pilosula (le ginseng du pauvre, une plante utilisée en médecine traditionnelle), des thuyas de Corée (une espèce menacée figurant sur la liste rouge de l'UICN), des aulnes verts et surtout des azalées royales.

## Référence
- Ju Song I, « Réserve botanique du mont Chuae », Les nouvelles de Pyongyang, page 8, le 5 mai 2012.